# عبیات
عبیات، یکی از طوایف عرب خوزستان است. اکثر جمعیت این عشیره در عراق زندگی میکنند و در تحالف با قبائل السواعد است. ولی در خوزستان با عشایر بنی طرف معاشرت دارد. محل سکونت اصلی این عشیره در روستاهای  تابعه شهرستان‌های بستان و سوسنگرد است. در مقطع جنگ هشت ساله ایران و عراق به دلیل قرار داشتن در خط مقدم نبرد، بسیاری از آنها مجبور به مهاجرت به شرق به ویژه اهواز شدند.